# Millettia chrysamaryssa
Millettia chrysamaryssa är en ärtväxtart som beskrevs av Adema. Millettia chrysamaryssa ingår i släktet Millettia och familjen ärtväxter. Inga underarter finns listade i Catalogue of Life.